# Funaria maireana
Funaria maireana là một loài Rêu trong họ Funariaceae. Loài này được Copp. mô tả khoa học đầu tiên năm 1908.